# Глібов Григорій Миколайович
Григорій Миколайович Глібов (1856–1930) — громадський діяч і політик, член III Державної думи від Чернігівської губернії.

## Біографія
Народився 9 січня 1856 року. Походив із родини дворян Глібових. Землевласник Чернігівського повіту (мав 742 десятини).
Здобув освіту у Катковському ліцеї в Москві (1874), а згодом вступив на юридичний факультет Київського університету, причому був удостоєний золотої медалі за твір з російського державного права. Також слухав лекції на фізико-математичному факультеті Санкт-Петербурзького університету.

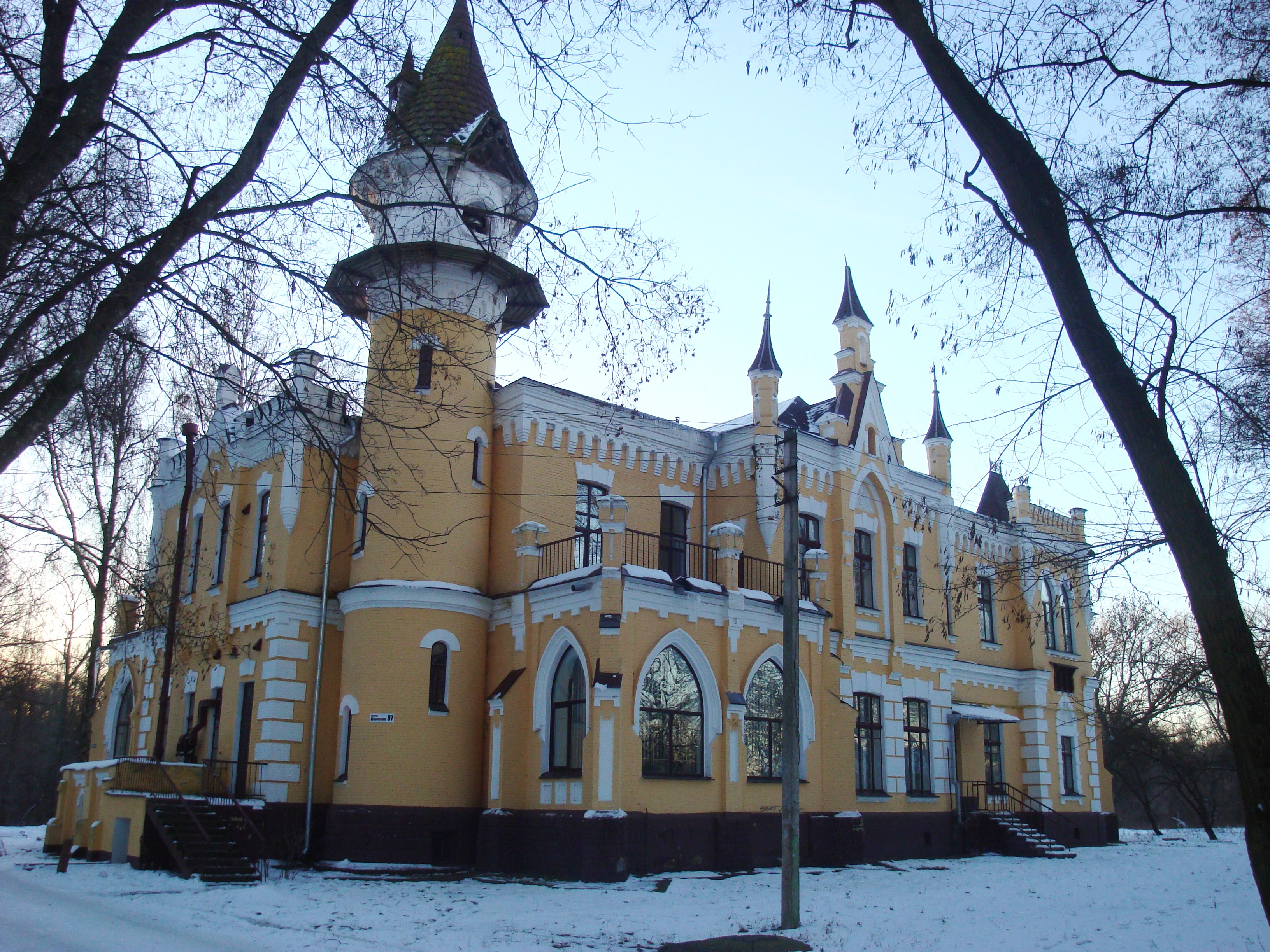
Садиба Глібова в Чернігові

Після закінчення університету оселився у своєму маєтку в Чернігівському повіті, присвятивши себе громадській діяльності. Обирався гласним Чернігівського повітового і губернського земства, повітовим предводителем дворянства (1890–1917). Був неодмінним членом у селянських справах присутності з вибору губернського земства, був виборцем до Державної ради від чернігівського дворянства. Дослужився до чину дійсного статського радника (1905), з 1906 року перебував у придворному званні камергера.
У 1907 році був обраний членом Державної думи від з'їзду землевласників Чернігівської губернії. Входив до фракції октябристів, з 4-ї сесії — до російської національної фракції. Був членом комісій: із переселенських справ, із Наказів та розпорядчої. 19 квітня 1911 року відмовився від звання члена Державної думи через справу про крадіжку приладу на авіаційній виставці в Санкт-Петербурзі. Оглядаючи виставку, він захопив із собою («у нападі душевного розладу») один із виставлених приладів. Поспішно виїхав за кордон. Потім був зарахованим до Відомства установ імператриці Марії. Повернувся на батьківщину через рік, жив у Києві, у 1913 p. придбав садибу Трубецьких на Липках. Також збудував замок у Чернігові, відомий як «Садиба Глібова» у неоготичному стилі.
З 1918 року перебував на еміграції в Німеччині. Помер 31 травня 1930 року в Берліні. Похований на кладовищі Тегель.

## Родина

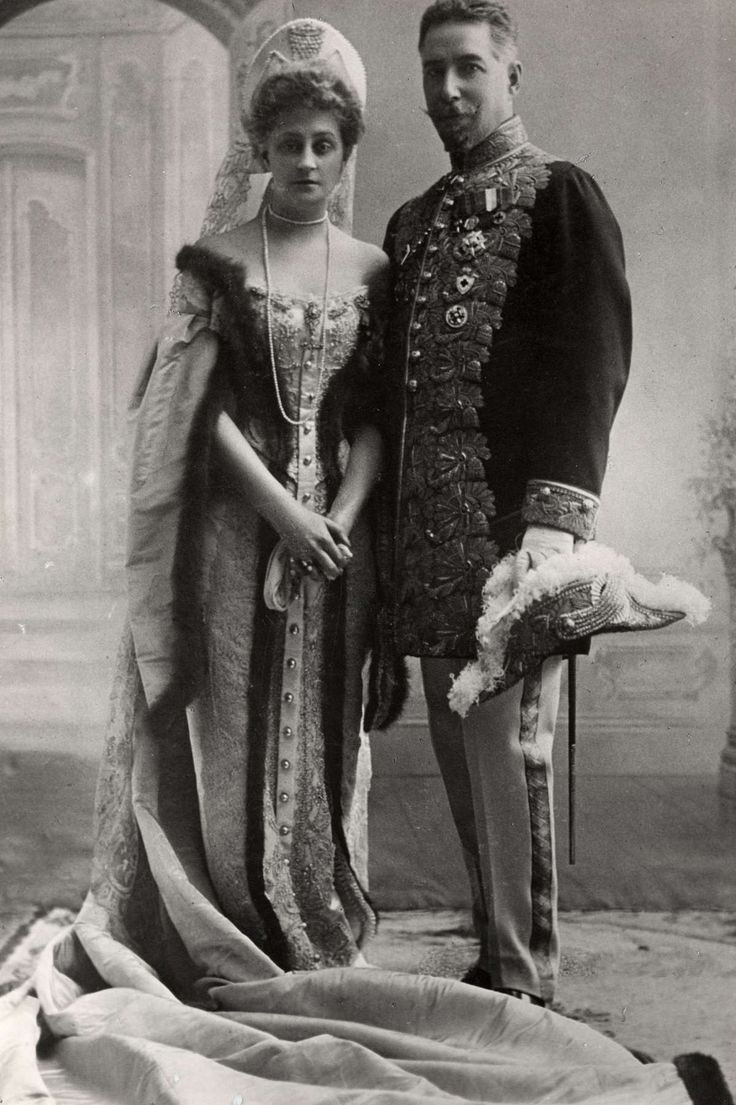
Глібови на палацовому балу

Був одружений (з 25 квітня 1886 року) з Ольгою Яківною Тарновською (1864- 1941), дочкою поручника Якова Васильовича Тарновського (нар. 1825) від шлюбу з Людмилою Антонівною Коллишко (1837-1897). Їхнє вінчання відбулося в церкві Університету Св. Володимира. Померла в еміграції в Берліні і похована поряд із чоловіком на православному кладовищі Тегель.

## Нагороди
- Орден Святого Станіслава 2-й ст. (1893)
- Орден Святого Володимира 4-го ступеня (1900)
- Орден Святого Володимира 3-го ст. (1908)

- Медаль «У пам'ять царювання імператора Олександра III»
- Медаль «За працю у першому загальному переписі населення»
- Медаль «У пам'ять 300-річчя царювання дому Романових»